# 메인스테이지
메인스테이지(영어: MainStage)는 애플에서 개발한 라이브 공연 앱으로 로직 프로에서 콘서트 무대로 원하는 사운드를 바로 가져올 수 있다. 원하는 대로 쉽게 전환할 수 있는 키보드, 기타, 보컬 효과를 사용하여 세트 목록을 직접 구성할 수 있으며, 즐겨 쓰는 하드웨어 컨트롤러를 사용하여 방대한 사운드로 공연을 펼치는 것을 도와준다.

## 같이 보기
- 로직 프로
- 개러지밴드
- 에이블톤 라이브